# کوین روشه
کوین ایمون روشه (به انگلیسی: Kevin Eamonn Roche) ، (زاده ۱۴ ژوئن ۱۹۲۲ – درگذشته ۱ مارس ۲۰۱۹) معمار برجستهٔ ایرلندی-آمریکایی بود.
او جانشین ایرو سارینن محسوب می‌گردد، و مدت زیادی با جان دینکلو همکار بود.

## نگارخانه

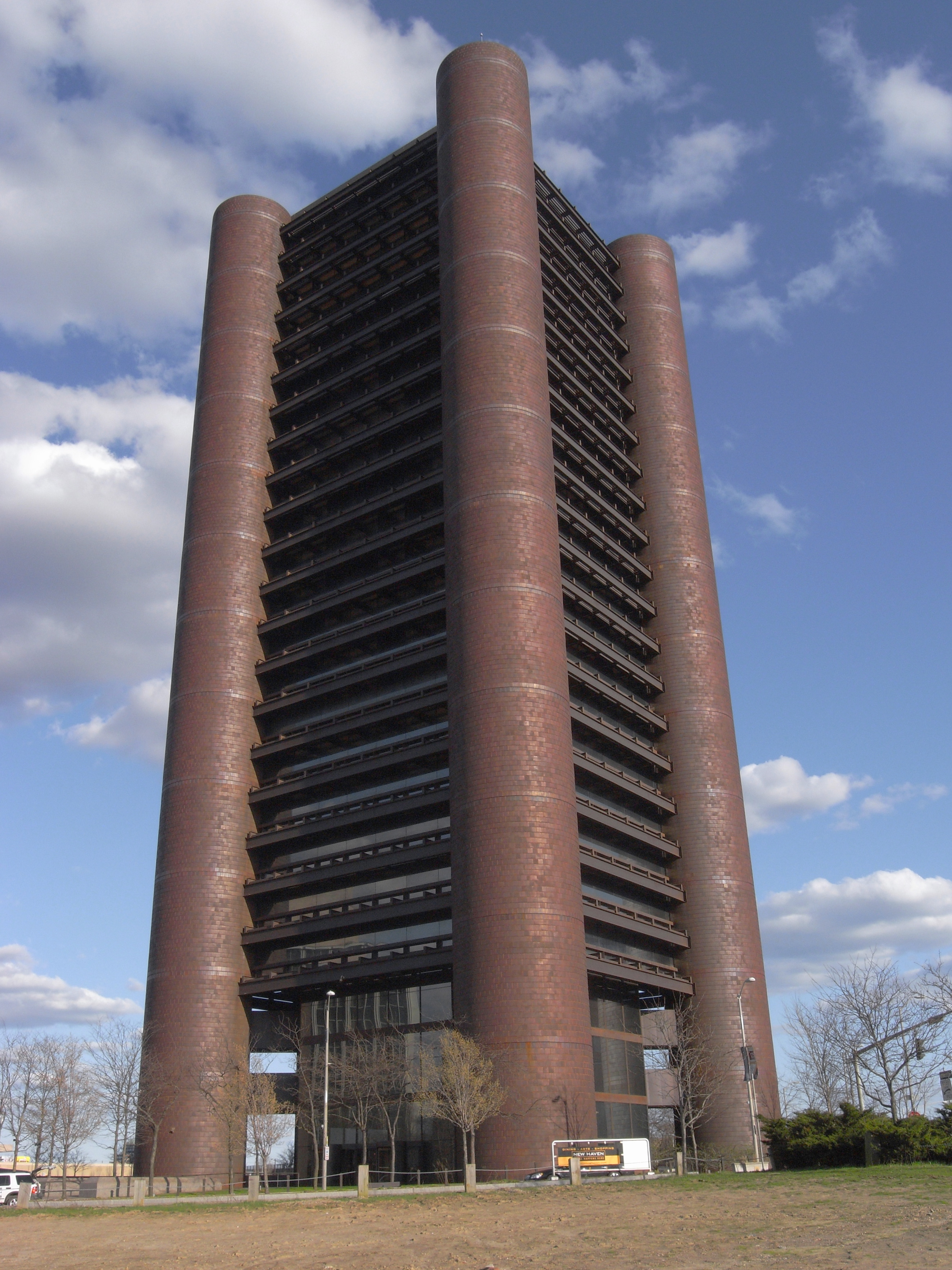
ساختمان شاهزاده‌های کلمبوس، نیو هاون
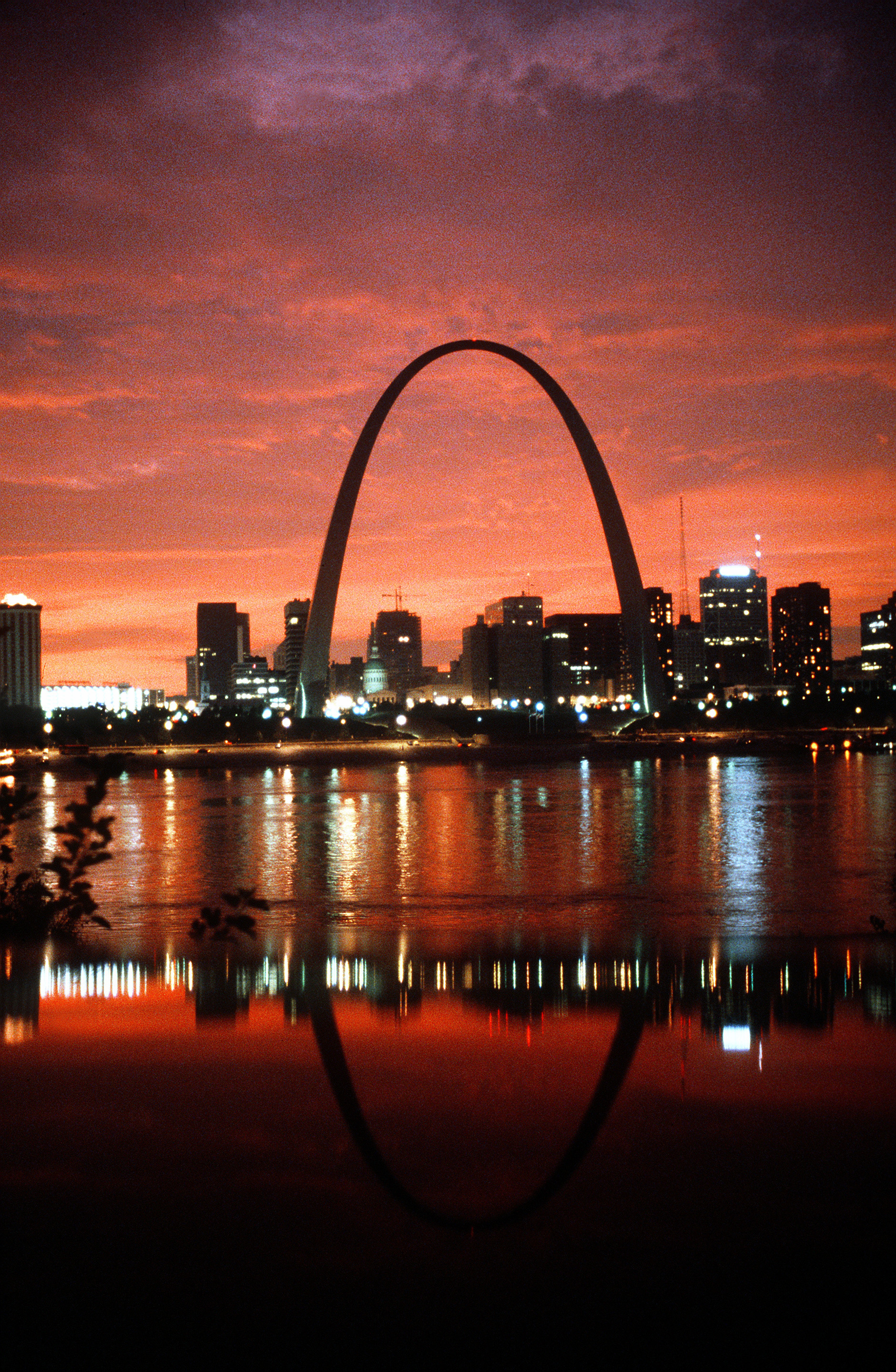
روشه یکی از معماران یادبود توسعه ملی جفرسون در شهر سنت لویی
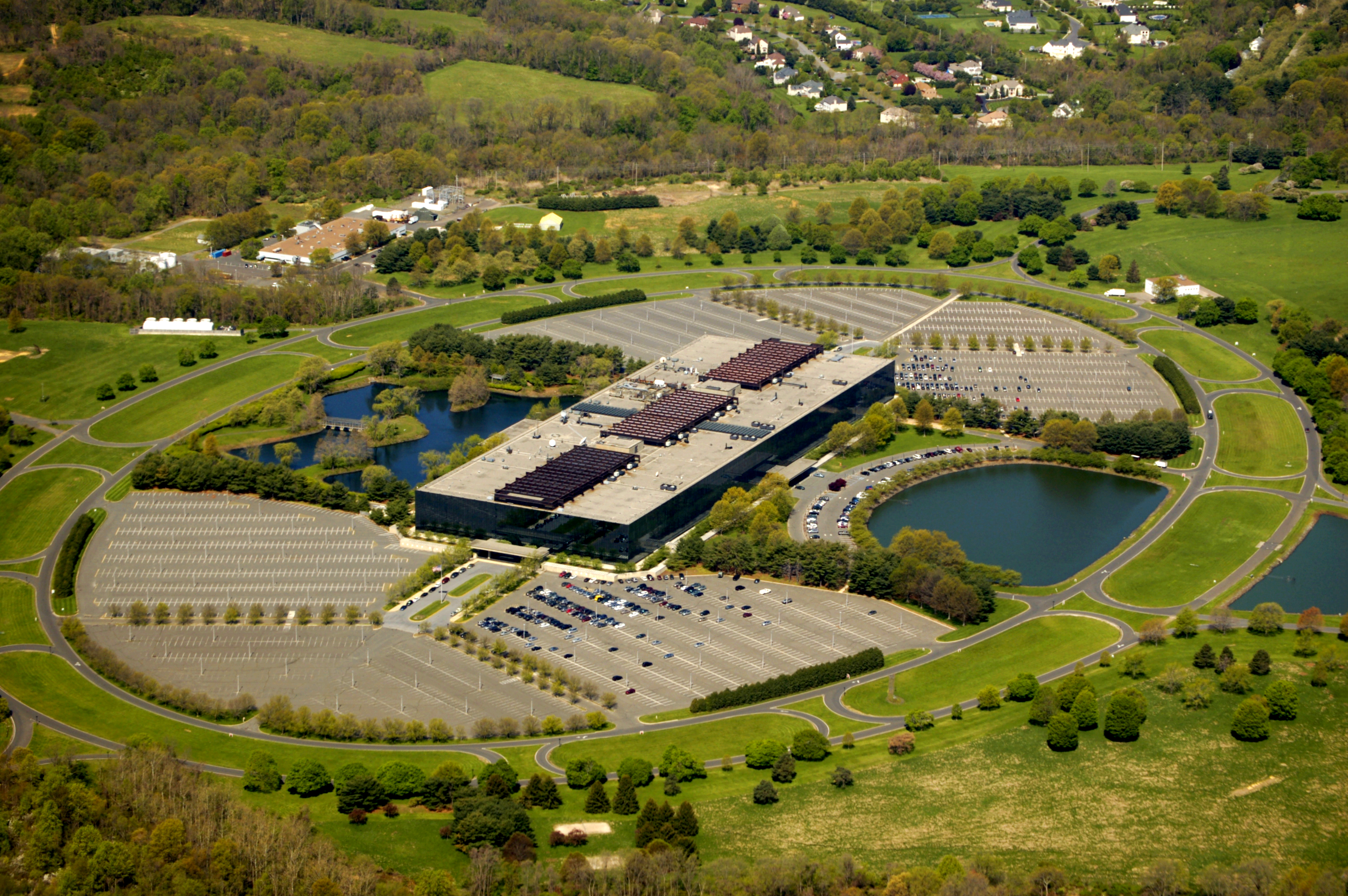
آزمایشگاه بل لبز